# Суат Кая
Суат Кая (тур. Suat Kaya, нар. 26 серпня 1967, Стамбул) — турецький футболіст, що грав на позиції півзахисника. По завершенні ігрової кар'єри — тренер. Найбільш відомий за виступами за клуб «Галатасарай», у складі якого став восьмиразовим чемпіоном Туреччини, чотириразовим володарем Кубка Туреччини, володарем Кубка УЄФА та Суперкубка УЄФА, а також у складі національної збірної Туреччини.

## Клубна кар'єра
Суат Кая народився в Стамбулі, де й почав грати у футбол у школі клубу «Галатасарай», у якому й розпочав виступи в професійному футболі у сезоні 1986—1987 років, проте зіграв у складі команди лише 3 матчі, та перейшов до іншого турецького клубу «Коньяспор», в якому грав до 1992 року, та став одним із гравців основного складу команди, взявши участь у 56 матчах чемпіонату.
У 1992 році Суат повернувся до «Галатасарая», де став гравцем основного складу команди. У складі стамбульської команди футболіст став восьмиразовим чемпіоном Туреччини, чотириразовим володарем Кубка Туреччини, володарем Кубка УЄФА, та володарем Суперкубка УЄФА. Завершив професійну кар'єру футболіста виступами за команду «Галатасарай» у 2003 році.

## Виступи за збірну
У 1993 року Суат Кая дебютував в офіційних матчах у складі національної збірної Туреччини. У складі збірної був учасником чемпіонату Європи 2000 року у Бельгії та Нідерландах, де турецька збірна вийшла до чвертьфіналу. У складі збірної грав до 2000 року, загалом протягом кар'єри в національній команді провів у її формі 15 матчів, забивши 1 гол.

## Кар'єра тренера
Розпочав тренерську кар'єру невдовзі по завершенні кар'єри гравця, 2004 року, увійшовши до тренерського штабу клубу «Галатасарай». У 2006—2008 роках Суат Кая входив до тренерського штабу клубів «Газіантеп ББ» і «Ордуспор». У 2009 колишній півзахисник очолив клуб «Чайкур Різеспор», а наступного року очолив клуб «Діярбакирспор». У 2011 році Суат очолював клуб «Тоатспор», а з наступного року став уже головним тренером клубу «Газіантеп ББ». У 2014 році Суат Кая очолив ізмірський клуб «Гезтепе». У 2015—2016 роках колишній футболіст очолював клуб «Буджаспор». У 2016—2019 роках Суат очолював клуб «Менеменспор». У 2019 році Кая очолював клуб «Сакар'яспор», а в 2021 році колишній футболіст очолював клуб «Серік Беледіє». Пізніше Суат Кая став головним тренером клубу «Тузласпор», а в 2021—2021 роках очолював клуб «Ескішехірспор», після чого повернувся до роботи в клуб «Тузласпор».

## Титули і досягнення
- Чемпіон Туреччини (8):

«Галатасарай»: 1987–1988, 1992–1993, 1993–1994, 1996–1997, 1997–1998, 1998–1999, 1999–2000, 2001–2002
- Володар Кубка Туреччини (4):

«Галатасарай»: 1992–1993, 1995–1996, 1998–1999, 1999–2000
- Володар Суперкубка Туреччини (3):

«Галатасарай»: 1993, 1996, 1997
- Володар Кубка УЄФА (1):

«Галатасарай»: 1999–2000
- Володар Суперкубка УЄФА (1):

«Галатасарай»: 2000